# Fiesta del Niño de la Bola
La Fiesta del Niño de la Bola es una manifestación cultural que se lleva a cabo en la villa segoviana de Cuéllar (Segovia) España. Los días de Año Nuevo y Reyes, en honor del Niño Jesús, aquí llamado Niño Jesús de la Bola, pues porta en su mano izquierda un globo terráqueo, representando por lo tanto una imagen similar al conocido Niño Jesús de Praga, de origen español.
Esta festividad conmemora la circuncisión de Jesús, evidenciando lazos de unión con el judaísmo, por lo que a pesar de que la noticia más antigua de esta celebración date del último tercio del siglo XVII, es posible que tenga relación con la población judía que vivió en Cuéllar hasta el siglo XV, o con los posteriores judeoconversos. Esta hipótesis es más factible si se tiene en cuenta la sede de la cofradía que organiza esta fiesta, la iglesia de San Esteban, en torno a la cual se levantaba el barrio judío.
La imagen venerada es una talla de madera, de cuerpo entero y sexuada del Niño Jesús, de estilo barroco y fechada a mediados del siglo XVII, que únicamente tiene policromados los brazos y la cabeza. Porta una corona de rayos en forma de potencia, y dispone de una peluca de cabello natural, largo y rizado que le llega hasta el pecho; viste faldones de satén dorado bordado con hilo de oro y plata. La iconografía de la imagen concuerda con la tipología de Niño Triunfante, y se halla íntimamente ligada a la circuncisión, pues representa a un niño de corta edad que porta en la mano izquierda un globo terráqueo rematado con una cruz, y en la derecha, en acto de bendecir, un ramo de hojarasca.
La fiesta es organizada por la cofradía del Niño de la Bola, siendo los actos principales las procesiones que se llevan a cabo los días de Año Nuevo y Reyes, en las que la imagen es portada en andas recorriendo el trayecto desde la iglesia de San Esteban hasta la de San Miguel, a través de las calles del Colegio, del Estudio, del duque de Alburquerque y de la Morería hasta llegar a la plaza mayor. Durante ambas procesiones se obsequia a los niños con miles de caramelos, se disparan cohetes y no dejan de sonar las campanas de las iglesias de San Esteban y San Miguel.
Una de las figuras claves de la fiesta son los danzantes, ataviados con un traje tradicional originario del siglo XVII, aunque perteneciente a otra cofradía. Esta indumentaria consiste en una casaca amplia y calzón que llega por debajo de la rodilla, de seda color grosella y damasquinado; medias de lana hasta la rodilla, del mismo color que la casaca, y adornadas con ligas que portan rosetones de puntilla; botas bajas y abrochadas con cordones y un gran sombrero de ala ancha, de paño color grosella, con el ala levantada por la parte izquierda y sujeta con una escarapela que se repite en la espalda de la casaca y en las mangas. Estos danzantes acompañan con tejoletas a los dulzaineros y tamborileros que cantan y tocan villancicos tan antiguos como la propia fiesta.